# Pilokarpin
Pilokarpin (C11H16N2O2) är en alkaloid som förekommer i bladen av sydamerikanska pilocarpusarter. Den framställs även syntetiskt.

## Egenskaper
Pilokarpin stimulerar autonoma nervsystemet och har främst använts medicinskt i form av hydroklorid, Pilocarpini hydrochloridum, utgörande vita i vatten lättlösliga kristaller med svagt bitter smak.

## Användning
Pilokarpin framkallar kraftig svettning och ökar körtelavsöndringen. Det har tidigare bland annat använts till indrypning i ögat vid vissa ögonsjukdomar. På grund av sin sammandragande effekt på pupillen används ämnet vid behandling av grön starr.

## I skönlitteraturen
Pilokarpin förekommer som dödande gift i Nils Hövenmarks deckare Ringlinjen från 1982.